# Васильевская 1-я (Архангельская область)
Васи́льевская 1-я — деревня в Ленском районе Архангельской области. Входит в состав Козьминского сельского поселения.

## География
Находится в юго-восточной части Архангельской области на расстоянии приблизительно 2 км на юго-восток по прямой от села Лена в пойме Вычегды.

## История
В 1859 году здесь (деревня Яренского уезда Вологодской губернии) было учтено 5 дворов.

## Население
Численность населения: 28 человек (1859 год), 9 (русские 100 %) в 2002 году, 4 в 2010.

## Памятники
В деревне находится охраняемый памятник истории и культуры Архангельской области — часовня конца XVIII — начала XIX века.